# مارويل (باد كاليه)
مارويل، باد كاليه (بالفرنسية: Marœuil)‏ هي بلدية تقع في إقليم باد كاليه من منطقة نور با دو كاليه في شمال فرنسا. تبلغ مساحة هذه المدينة 11.82 (كم²)، وترتفع عن سطح البحر 65 م، يبلغ عدد سكانها 2479 نسمة حسب إحصاء المعهد الوطني للإحصاء والدراسات الاقتصادية سنة 2009 م. وترأس Daniel Damart البلدية خلال فترة (2008-2014).

## توأمة
لمارويل (باد كاليه) اتفاقيات توأمة مع:
- مندن